# Nu och för alltid
Nu och för alltid är ett samlingsalbum från 2008 av det svenska dansbandet Leif Bloms.

## CD 1
1. Dej ska jag älska all min tid
2. Varför (lät jag dig gå)
3. Det finns ingenting att hämta
4. Om du ser i mina ögon
5. Stopp stanna upp
6. En ring av guld
7. Finns det tro finns det hopp
8. Härligt ljusblåa ögon
9. Ensam med dig
10. Hälsa Mikael från mig
11. Jag ser tillbaka
12. En sommar så kort
13. Jag är fri nu
14. Bara för en stund
15. Svara med en lögn
16. El cóndor pasa
17. Med dej i mina armar
18. När jag kysste lärar'n
19. Släng dej i väggen
20. Ännu är det sommar

## CD 2
1. Nu och för alltid
2. Det bästa som har hänt
3. Ensam igen
4. Den finaste som finns
5. Öppna ett fönster
6. Jag sjunger för dej
7. I rosenrött jag drömmer
8. En enda vår
9. Ingen annan än du
10. Årets skiftningar
11. Over The Rainbow
12. På en öde ö
13. Den ena vit, den andra röd
14. Ännu en gång
15. Jag vill ha dig för mig själv
16. Blå löften
17. Vilken underbar värld
18. Om du stannar kvar
19. En enda blick från dig
20. I varje liten droppe regn